# Dom zu Győr

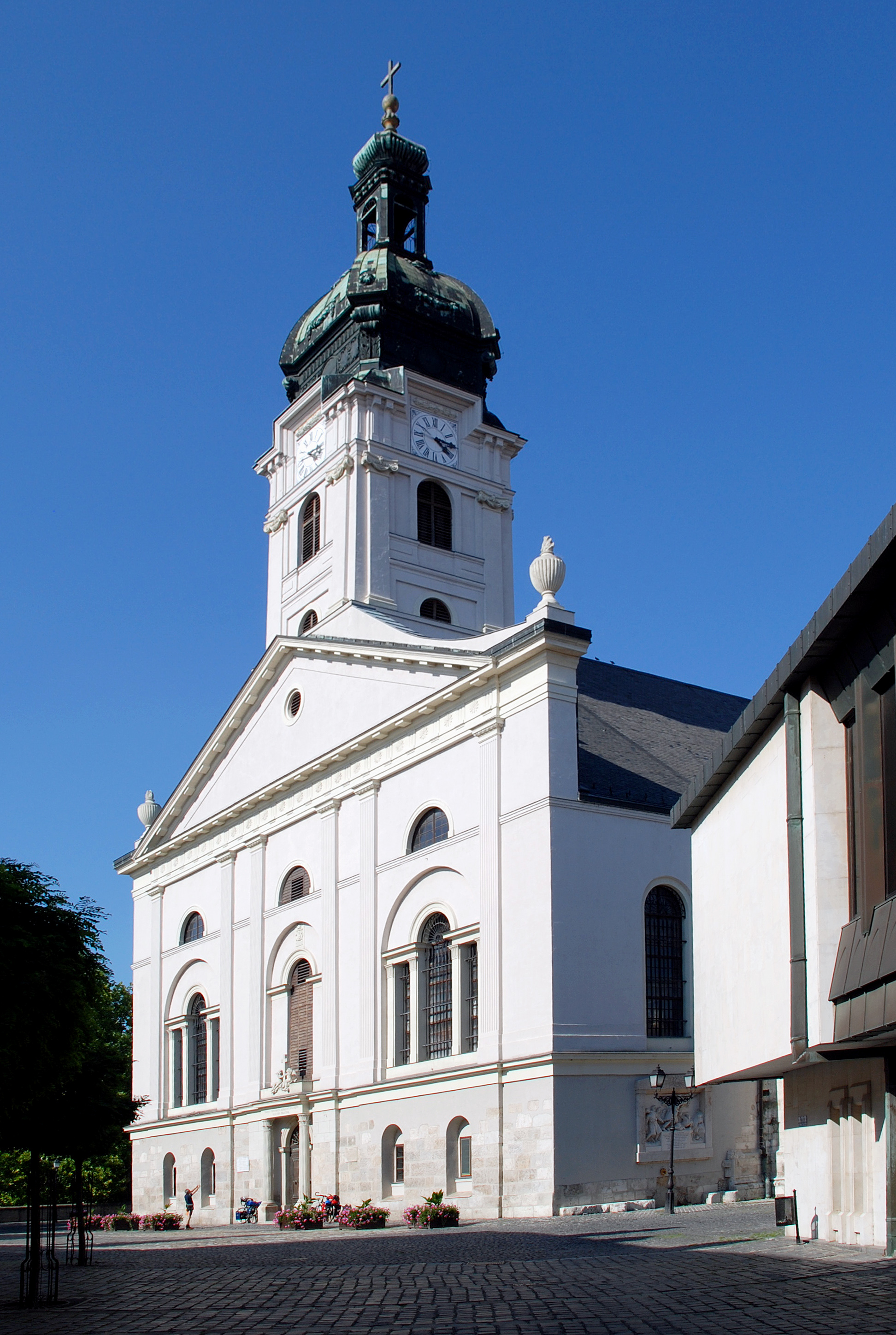
Außenansicht des Doms

Der Dom Unserer Lieben Frau zu Győr (ungarisch Nagyboldogasszony székesegyház), kurz der Raaber Dom (Győri székesegyház), in der ungarischen Stadt Győr (deutsch Raab) ist die Bischofskirche des römisch-katholischen Bistums Győr.

## Geschichte

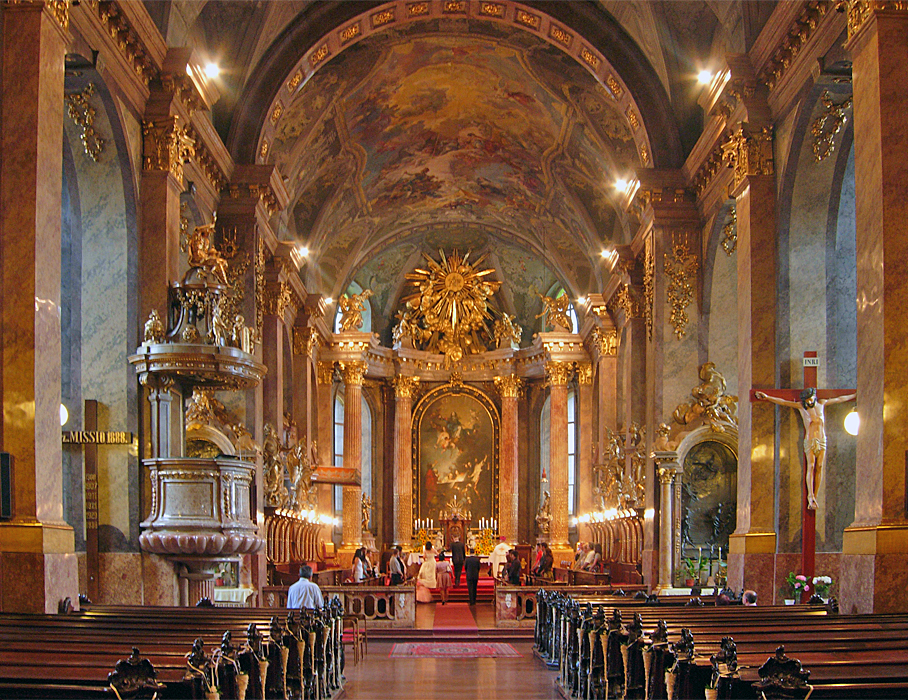
Innenansicht des Doms

Die ursprüngliche romanische Kirche aus dem 11. Jahrhundert wurde von den Mongolen zerstört und vom 13. bis 15. Jahrhundert unter György Draskovich wiedererrichtet. Nach der Vertreibung der Türken wurde der Innenraum 1635 bis 1650 vom italienischen Meister Giovanni Battista Rava frühbarock umgestaltet. Der Turm wurde erst 1680 ergänzt. Die komplette Ausstattung der Kirche zog sich bis 1770 hin. Die letzte Restaurierung erfolgte 1968 bis 1972. Die Kathedrale wurde 1997 von Papst Johannes Paul II. in den Rang einer Basilica minor erhoben.
Die äußere Erscheinung wird von der klassizistischen Westfassade mit kleinem, weißem Turm beherrscht. Sie wurde 1803 bis 1823 von Jakob Hedler umgestaltet. Die Deckenfresken und das Altarbild, das die Himmelfahrt Marias zeigt, sind Meisterwerke von Franz Anton Maulbertsch und wurden zwischen 1772 und 1781 geschaffen. Die Deckenfresken zeigen Himmelfahrt Marias (Hauptschiff) und Verklärung Christi (nördliches Seitenschiff) sowie Szenen aus dem Leben des heiligen Stephan (südliches Seitenschiff).
Ein Anziehungspunkt ist der Altar im nördlichen Seitenschiff mit einem Bild, das Maria mit dem Christkind zeigt. Seinetwegen kommen Wallfahrer nach Győr, sie verehren es als Gnadenbild. Das Bild stammt aus der Kathedrale des Bistums Clonfert in Irland. Als nach der Eroberung Irlands durch Oliver Cromwell im Jahre 1649 die Verfolgung der Katholiken begann, begann auch die Zerstörung der Ausstattung der katholischen Kirchen. Walter Lynch, seit 1647 Bischof von Clonfert, gelang es, das Bild außer Landes zu schmuggeln. Er selbst wurde verhaftet, konnte aber 1652 fliehen. Im Exil in Wien lernte er den Bischof von Győr, János Püsky, kennen, der 1655 seinen Mitbruder Walter Lynch nach Győr einlud. Das kostbare Bild hatte er mitgebracht. 1663 starb Bischof Lynch; auf dem Totenbett schenkte er das Bild dem Bistum Győr. Seither befindet es sich in der Kathedrale.
Die Glocken wurden 2022 basierend auf die 3. vorhandene Glocke von der Firma Perner aus Passau gegossen. Die Schlagtonfolge lautet:  as0-c1–es1–f1-g1–b1–c2.